# Felice Cappa
Felice Cappa (Rionero in Vulture, 16 giugno 1963) è un giornalista, autore televisivo e regista italiano.
Ha lavorato per quotidiani, periodici, riviste e siti web; ha scritto e diretto programmi radio e tv, film, documentari, spettacoli ed eventi teatrali; ha partecipato con le sue opere a mostre di fotografia e d’arte contemporanea.

## Biografia

### Stampa
È iscritto all'Albo dei Giornalisti Professionisti dal 1989. Nel 1982, con Gian Mario Maggi e Giovanni Soresi, ha ideato e diretto il mensile Spettacoli a Milano, la prima free-press italiana, e il periodico Segnali di fumo, dedicato agli spettacoli per ragazzi. Ha collaborato con il Corriere della Sera (1986-87), è stato critico musicale, teatrale e capo servizio del quotidiano La Notte (1987-1995). È poi passato, come inviato e capo redattore, al Mensile di Smemoranda, diretto da Oreste Del Buono e Gino e Michele (1995-96). Ha scritto anche per L'indipendente, Sorrisi e canzoni, The Independent, Linus, Natural Style.

### Editoria
Ha fatto parte del comitato editoriale della Baldini&Castoldi e Zelig Editore (1995-98) dove ha seguito la narrativa italiana commissionando testi e racconti a scrittori emergenti, tra gli altri, Niccolò Ammaniti, Silvia Ballestra ed Enrico Brizzi. Si è occupato di satira e fumetti d'autore pubblicando le edizioni critiche delle opere di Andrea Pazienza (Le straordinarie avventure di Pentothal, Zanardi, Gli ultimi giorni di Pompeo, Satira 1978-1988). Ha inoltre curato, assieme a Piero Gelli, il Dizionario dello Spettacolo del 900, un'enciclopedia dedicata ai protagonisti, ai generi, ai luoghi e alle cronologie delle performing arts: prosa, danza, balletto, circo, cabaret, teatro di figura e teatro ragazzi.

### Teatro
Per oltre trent'anni, ha avuto un sodalizio con Dario Fo e Franca Rame con i quali ha realizzato numerosi progetti artistici e regie: da L'anomalo bicefalo a Sant'Ambrogio e l'invenzione di Milano; dall'evento Maschere, al Teatro di Erode Attico di Atene, a Apocalisse rimandata, ovvero, benvenuta catastrofe, all'Expo di Saragozza, ha collaborato all'ultima edizione di Mistero Buffo. Inoltre, sempre con Fo e Rame, ha partecipato alla scrittura scenica del ciclo dedicato alle lezioni-spettacolo sui grandi maestri dell'arte: Wiligelmo, Giotto, Mantegna, Michelangelo, Leonardo, Raffaello, Correggio, Caravaggio e Picasso allestite in set straordinari: dal sagrato del Duomo di Modena a Palazzo Te a Mantova, dal Quadriportico dell'Accademia di Brera al Parco Ducale di Parma e al Teatro Antico dell'Area archeologica di Fiesole. 
Nel (2012) ha curato l'allestimento della mostra antologica Dario Fo. Lazzi, sberleffi, dipinti,  il racconto di 60 anni di vita e arte che, dopo tre mesi a Palazzo Reale di Milano, ha viaggiato in Italia e in Europa.
Come autore ha scritto per la scena Francesco a testa in giù e Terra promessa con Marco Baliani e Martini, Il Cardinale e gli altri tratto dai testi di Carlo Maria Martini e di Marco Garzonio. Ha firmato la regia teatrale di spettacoli con Marco Baliani, Paolo Bonacelli, Lucilla Giagnoni, Giovanni Crippa, Fabrizio De Giovanni e Marcello Jori e ha organizzato festival, rassegne e convegni per Comune di Milano, Regione Lombardia, Società Umanitaria, La Triennale di Milano.

### Radio e Televisione
Dopo una prima collaborazione per il programma radiofonico Protagonisti del nuovo teatro (1993), di cui è stato autore e conduttore, dal 1996 collabora stabilmente con le reti televisive Rai. È stato assistente (1996-2001) di Carlo Freccero, direttore di Rai 2, ha poi continuato a occuparsi della produzione di musica, teatro e programmi culturali con varie strutture (Palcoscenico, Palco e Retropalco...), sia con Rai 2 che con Rai 3. Ha ideato il format delle autobiografie di alcuni grandi protagonisti della cultura contemporanea utilizzando e valorizzando i materiali delle Teche Rai: Eduardo De Filippo, Giorgio Strehler, Giuseppe Sinopoli, Nino Rota, Gianni Rodari, Carmelo Bene, Luca Ronconi e Roberto Benigni. Nella stagione 2018-19, ritorna ad affiancare Carlo Freccero, rientrato alla direzione di Rai 2. Gli viene affidata la sezione eventi speciali e documentari. In questo frangente, lavora a prodotti tra cui L'Aquila 3:32, La generazione dimenticata con Lino Guanciale, la Cerimonia di apertura delle XXX Universiadi a Napoli, la serata evento dedicata al film La trattativa di Sabina Guzzanti, condotta da Andrea Montanari, e La Notte della Taranta presentata da Gino Castaldo, Belén Rodríguez e Stefano De Martino. Dalla stagione 2019-20 è il responsabile editoriale di Che tempo che fa, il programma di Fabio Fazio che, dopo l'approdo a Rai 2, è preceduto dal nuovo format Che tempo che farà.

### Teatro in Tv
Ha reinventato il Teatro per la Tv presentando autori emergenti, sperimentando linguaggi innovativi e ambientando i testi in nuovi spazi. In particolare ha ideato eventi in diretta e ha portato il teatro fuori dalla sala tradizionale facendolo interagire con i luoghi e i beni culturali. Ha contaminato il linguaggio teatrale con quello del cinema, del documentario e della performance. Per la Rai, in qualità di autore, regista e responsabile della programmazione, ha scritto e adattato molti progetti, tra gli altri: le dirette di teatro civile con Marco Paolini (Il racconto del Vajont, Il milione - Quaderno veneziano, I-TIGI Canto per Ustica), il debutto del teatro di narrazione in tv con Marco Baliani (Kohlhaas, Corpo di stato, Francesco a testa in giù), Gabriele Vacis, Roberto Tarasco e Laura Curino (Olivetti), le 14 puntate della Storia del Teatro in Italia con Fo e Albertazzi, Totem con Alessandro Baricco e Gabriele Vacis. Ha curato e diretto varie serie di Onemanshow con Paolo Rossi, Antonio Albanese, Giobbe Covatta, Daniele Luttazzi, Gene Gnocchi, Claudio Bisio, Leonardo Manera, Teresa Mannino, Neri Marcorè.

### Cinema e teatro
Ha girato con tecnica e linguaggio cinematografico, oltre a diversi documentari, una serie di opere di origine teatrale, tra gli altri: Il ventre di Palermo. Sulle tracce di Giovanni Falcone e Paolo Borsellino con Franco Scaldati, Fabbrica con Ascanio Celestini, Binario 21 - Il canto del popolo ebraico massacrato con Moni Ovadia e Liliana Segre, Anna Politkovskaja - Il sangue e la neve con Ottavia Piccolo e In cerca d'autore, da una riscrittura dei Sei personaggi di Luigi Pirandello ad opera di Luca Ronconi, con Lucrezia Guidone e Fabrizio Falco. Ha sperimentato la ripresa in 3D in La signorina Giulia con Valter Malosti e Valeria Solarino e Amleto 2 con Filippo Timi.

### Canale Lavoro
Negli anni 2000-2002 è stato Direttore dei programmi della Tv Canale Lavoro edita da Manpower Consulting e prodotta dalla Rai presso il CPTV Teulada di Roma. È stata la prima rete privata realizzata all'interno delle strutture della televisione pubblica, parte di un progetto cross-mediale che prevedeva un portale web dedicato all'occupazione e al recruiting, con un database per la domanda e l'offerta, e una capillare presenza di postazioni sul territorio. Il progetto aveva come partner tecnico Rai Way ed era trasmesso via satellite free air.

### Rai 5 e Rai Cultura
Ha contribuito alla nascita di Rai 5 e Rai Cultura, dove, dal 2010, si occupa del coordinamento e della supervisione del cartellone della musica, del teatro e della danza.
Negli ultimi anni ha ideato una serie di rassegne monografiche e di cicli per la televisione pubblica: Dario Fo racconta Fo, Muti racconta Giuseppe Verdi e Prove d'orchestra con il Maestro Riccardo Muti, Miti ed eroi con Alessandro Baricco, Ritratto di un attore con Toni Servillo, un ciclo sul teatro di Daniel Pennac, la maratona televisiva di 24 ore per Luca Ronconi a un anno dalla sua scomparsa,  la giornata monografica Buon compleanno, Dario!, dedicata ai 90 anni di Fo; Un passo avanti, uno di lato, teatrografia di Ascanio Celestini; Lezioni di suono con il Maestro Salvatore Sciarrino; Equivoci comici rassegna comica con Ale&Franz.

### Musica in Tv e OSN Rai
Per Rai5 ha ideato e curato la programmazione dedicata alla musica colta, portandola in prima serata e definendo la linea editoriale del “cartellone dei cartelloni”, dove la scelta di spettacoli di qualità è stata coniugata a due ulteriori criteri: il rinnovamento del repertorio con la ripresa di titoli poco rappresentati e opere contemporanee e l'ampliamento del numero dei teatri coinvolti. Accanto ai rapporti istituzionali consolidati con il Teatro alla Scala di Milano e con l’Orchestra dell'Accademia di Santa Cecilia di Roma c'è stato un allargamento dell’offerta che ha coinvolto le altre importanti realtà attive sulla scena nazionale, da Genova a Cagliari, da Como a Brescia, da Palermo a Reggio Emilia. 
La ripresa in diretta delle opere e dei concerti ha permesso di valorizzare non solo l'evento, ma di farlo dialogare con l'ambiente culturale e il territorio che lo ospita, facendo interagire la musica con le altre arti coinvolgendo nei programmi dai teatri, i musei, le università e gli altri centri di produzione culturale.
Ha, inoltre, contribuito a creare un nuovo progetto editoriale per l'Orchestra Sinfonica Nazionale della Rai che prevede la diretta di un concerto al mese e una serie di contributi mediali che ne valorizzano le qualità artistiche e la vocazione di istituzione pubblica: documentari sulle tournée all'estero, contenuti per il web, attività sui social network e i video-ritratti dei professori http://www.orchestrasinfonica.rai.it/orchestra/#professori.

### Danza in Tv
Dopo anni di assenza ha riportato la danza in televisione curando la programmazione e realizzando nuove produzioni. Tra le altre: Carmina Burana di Carl Orff, coreografia di Shen Wei; il progetto speciale su Virgilio Sieni al Cantiere Goldonetta (Esercizi di primavera, Sonate Bach, Solo) e Divina Commedia-Ballo_1265, evento di chiusura delle celebrazioni per l'anno dantesco; Jessica and me con Cristiana Morganti; la rassegna antologica dedicata ad Antonella Bertoni e Michele Abbondanza e Abbondanza Bertoni, un film ballato; la serata per gli 80 anni di Carla Fracci. Ha ideato e organizzato il Danza Day dedicato alla coreografia italiana, in diretta dal Teatro alla Scala.

### Istituzioni
Ha collaborato con molte istituzioni culturali, in Italia e all'estero, tra le altre: BJCEM - Association Internationale pour la Biennale des Jeunes Créateurs d'Europe et de la Méditerranée, Società Umanitaria di Milano, Triennale di Milano, Teatro alla Scala, Piccolo Teatro, Istituto Italiano di Cultura di Parigi, Comédie-Française, Teatro Franco Parenti, Festival di Spoleto, Torino Film Festival, Prix Italia, Fondazione Mazzotta, Cosmit, Salone del Mobile, Ice, Max Museo di Chiasso, Centre Pompidou di Parigi, Biennale di Venezia, Biennale d'arte contemporanea di Sabbioneta, Expo di Saragozza, Festival di Atene, Festival di Merida, Festival di Girona, Cosmopoetica-Festival Mondiale della Poesia di Cordoba, Lincoln Center di New York, Reggio Children, Opera di San Francesco, Fondazione Corriere della Sera, Cricoteka di Cracovia/Centro di Documentazione dell´Opera di Tadeusz Kantor, Teatro La Fenice, Teatro San Carlo, Opera di Firenze, Orchestra Sinfonica Nazionale della Rai, Harvard University.

## Opere

### Regista

#### Cinema
- Situazioni (1999)
- Moda, mode, made in Italy (2001)
- Il ventre di Palermo. Sulle tracce di Giovanni Falcone e Paolo Borsellino con Franco Scaldati (2002)
- Fabbrica con Ascanio Celestini (2003)
- Verso Damasco (2008)
- Il sangue e la neve con Ottavia Piccolo (2009) – Biennale di Venezia LXVI Mostra internazionale d'arte cinematografica, (2009)[4]
- Binario 21. Il canto del popolo ebraico massacrato con Moni Ovadia e la Stage Orchestra (2009) – LXI Prix Italia, XXIII Fipa Tel di Biarriz, Francia, XII FamaFest, Portogallo, (2009)[5]
- Un sasso nello stagno. Storia e storie di Gianni Rodari con Giovanni Antonio Cappa (2010) – Festival Internazionale del Film di Roma, Castellinaria Festival internazionale del cinema giovane di Bellinzona, (2010)
- Nino Rota, il mago doppio (2011) – XXIX Torino Film Festival, Bari International Film Festival (2011)
- Mistero Buffo con Dario Fo e Franca Rame, in 3D (2010) – XV Milano Film Festival (2011)
- Divini canti. Lectura Dantis e altri incantamenti con Salomè Bene (2012) - Bari International Film Festival (2012)
- Amleto 2 con Filippo Timi, Lucia Mascino, Marina Rocco, Elena Lietti, in 3D (2012) - XXX Torino Film Festival (2012)[6]
- La signorina Giulia con Walter Malosti, Valeria Solarino e Federica Fracassi, film 3D (2012) - Museo Nazionale del Cinema[7]
- Sogno di una notte di mezza estate con Elio De Capitani, Ferdinando Bruni (2012) – XVII Milano Film Festival (2013)[8]
- In cerca d'autore con Lucrezia Guidone, Fabrizio Falco, Sara Putignano, Massimo Odierna, Luca Mascolo (2014) - Roma Fiction Fest (2015)[9]
- Abbondanza Bertoni, un film ballato con Michele Abbondanza, Antonella Bertoni (2015) - Festival Oriente Occidente (2015)

#### Televisione
- Il racconto di Eduardo. Autobiografia (2001), documentario, in collaborazione con Andreina Di Porto
- Ubu Ba va alla guerra di e con Dario Fo, Franca Rame, Jacopo Fo (2003), videoteatro, diretta differita
- Diario de L’anomalo bicefalo di e con Dario Fo e Franca Rame (2003), documentario
- Caravaggio al tempo di Caravaggio di e con Dario Fo e Franca Rame (2004), videoteatro
- L’anomalo bicefalo di e con Dario Fo e Franca Rame (2004), videoteatro
- Il tempio degli uomini liberi – Il Duomo di Modena di e con Dario Fo (2004), videoteatro, diretta differita
- Maschere, pupazzi e uomini dipinti di e con Dario Fo e Franca Rame (2005), videoteatro
- Traviata. L’intelligenza del cuore di Gabriele Vacis e Lella Costa, con Lella Costa (2005), videoteatro
- Sapessi come è strano innamorarsi a Milano di e con Dario Fo (2006), videoteatro, diretta differita
- Il Grigio di Giorgio Gaber e Sandro Luporini con Fausto Russo Alesi, Piccolo Teatro (2006), videoteatro
- Don Giovanni all'opera dei pupi di e con Mimmo Cuticchio (2006), videoteatro
- Mantegna, i trionfi e lo sghignazzo di e con Dario Fo (2006), videoteatro
- Shakespeare in jazz con Giorgio Albertazzi e Serena Autieri (2006), videoteatro
- Vergine Madre di e con Lucilla Giagnoni (2007), videoteatro - LIX Prix Italia
- Lo specchio del diavolo di Giorgio Ruffolo e Luca Ronconi (2007), videoteatro
- Dioniso nato tre volte di Giorgio Barberio Corsetti (2007), videoteatro
- Raffaello, oh bello figliolo che tu sei di e con Dario Fo (2007), videoteatro
- Tesoro con Arcipelago Circo Teatro e gli acrobati del Circo Nazionale di Cuba (2008), videoteatro
- Ubu Bur di Marco Martinelli con Ravenna Teatro (2008), videoteatro
- Michelangelo, tengo occhi e orecchi nelle mani di e con Dario Fo (2008), videoteatro
- Cani di bancata di Emma Dante (2009), videoteatro
- Il futuro del futurismo (2009), documentario
- Rassegna della canzone d'autore Luigi Tenco, 4 puntate (2010)
- Soirée Chopin di e con Corrado Augias e Giuseppe Modugno (2011), videoteatro
- La pittura che danza con Dario Fo (2012)
- Il giorno della civetta di Leonardo Sciascia con Sebastiano Somma e Orso Maria Guerrini (2014), videoteatro - In occasione della Giornata della Legalità promossa dal Ministero della Giustizia e dalla Rai
- Il nipote di Rameau di Denis Diderot con Silvio Orlando (2013), videoteatro
- Alice Underground da Lewis Carroll con Ferdinando Bruni, Teatro dell'Elfo (2013), videoteatro
- L'ottimista dal Candido di Voltaire con Leonardo Manera (2013), videoteatro
- Carmina Burana musiche di Carl Orff, coreografia Shen Wei, in 3D (2014), videodanza
- Esercizi di primavera coreografia di Virgilio Sieni (2014), videodanza
- Sonate Bach coreografia di Virgilio Sieni (2014), videodanza
- Solo coreografia di Virgilio Sieni con Virgilio Sieni (2014), videodanza
- Francesco di e con Dario Fo (2014), videoteatro
- Jessica & me coreografia Cristiana Morganti (2014), videodanza
- Quando si alza il tiro di e con Guido Ceronetti (2015), videoteatro
- Tim Robbin's Dream con Tim Robbins e la compagnia The Actor's Gang (2014), videoteatro
- Lo scandalo della parola con Luca Ronconi (2015), documentario
- Esecuzioni con Michele Abbondanza, Antonella Bertoni (2015), videodanza
- Storie di donne con Michele Abbondanza, Antonella Bertoni (2015), videodanza
- Capricci con Michele Abbondanza, Antonella Bertoni (2015), videodanza
- Short Stories con Michele Abbondanza, Antonella Bertoni (2015), videodanza
- Maria Callas di e con Dario Fo e Paola Cortellesi (2015), videoteatro
- Divina Commedia Ballo_1265 coreografia di Virgilio Sieni (2015), videodanza, diretta differita
- Ronconi all'Opera con Luca Ronconi (2016), documentario
- Appunti di regia con Liliana Cavani, Romeo Castellucci, Mario Martone, Emma Dante, Giorgio Ferrara, Serena Sinigaglia (2016), documentario, in collaborazione con Bruna Bertani
- Utoya di Erba Erba con Arianna Scommegna, Mattia Fabris, videoteatro (2016)
- Perché Shylock, filmdoc (2016)
- Il ratto d'Europa di Giorgio Barberio Corsetti, con Maddalena Crippa, videoteatro (2016)

### Autore

#### Teatro
- Francesco a testa in giù, coautore Marco Baliani (1999)
- Terra promessa. Briganti e migranti, coautori Marco Baliani, Maria Maglietta (2011)
- Martini, il Cardinale e gli altri, adattamento dagli scritti del Cardinale Marco Maria Martini e da Marco Garzonio (2013)

#### Radio
- Protagonisti del nuovo teatro (1993), inchiesta (4 puntate)

#### Televisione
- Una notte per il Piccolo: 50 anni di Piccolo Teatro (1997), documentario
- Giorgio Strehler racconta (1997), documentario
- Il racconto del Vajont di e con Marco Paolini e Gabriele Vacis (1997), evento in diretta dalla Diga del Vajont
- Kohlhaas da Kleist di e con Marco Baliani (1998), adattamento
- Marino libero! di e con Dario Fo e Franca Rame (1998), adattamento
- Corpo di stato. Il caso Moro di e con Marco Baliani (1998), evento in diretta dal Foro di Adriano di Roma
- Annuncio a Maria con il Teatro dell'Arca (1998), adattamento
- Lo zen e l'arte di fare l'amore di e con Jacopo Fo (1998), adattamento
- Il milione - Quaderno veneziano di e con Marco Paolini (1998), evento in diretta dall'Arsenale di Venezia
- Match di improvvisazione teatrale con la Liit (1998), adattamento (4 puntate)
- Olivetti di Laura Curino e Gabriele Vacis (1998), adattamento
- Totò Principe di Danimarca con Leo De Berardinis (1998), adattamento
- Totem con Alessandro Baricco, Stefania Rocca, Gabriele Vacis (1998), programma (2 puntate)
- 1, 10, 100 Rabelais di e con Paolo Rossi (1999), adattamento
- Pinocchio da Carlo Collodi di e con Carmelo Bene (1999), adattamento
- Cavalli Marci Show con i Cavalli Marci (1999), adattamento
- Zagadan con i Cavalli Marci (1999), adattamento
- Discorsi su Leonardo e il Cenacolo con Dario Fo e Franca Rame (1999), adattamento
- Match di improvvisazione teatrale con la Liit (1999), programma (4 puntate)
- Francesco a testa in giù di cui è autore del testo teatrale con Marco Baliani, Roberto Anglisani e Giovanna Mezzogiorno (1999), adattamento
- Se telefonando con i Cavalli Marci (maggio 2000), adattamento
- I-TIGI Canto per Ustica di Daniele Del Giudice, Marco Paolini e Giovanna Marini (2000), adattamento
- Cent’anni del Teatro Eliseo (2000), con Piero Maccarinelli, documentario
- Adriano Olivetti con Laura Curino (2001), adattamento
- Maloussene con Claudio Bisio (2001), adattamento
- Delirio di un povero vecchio con Paolo Villaggio (2001), adattamento
- Tacalabala – Gol! con Giuseppe Cederna, Giampiero Bianchi (2001), adattamento
- Tango di Francesca Zanni con Crescenza Guarnieri e Rolando Ravello (2001), adattamento
- Il teatro in Italia raccontato da Giorgio Albertazzi e Dario Fo (2005), programma (I serie, 8 puntate)
- Buon compleanno Piccolo Teatro! Sessant’anni di teatro d’arte (2007), documentario
- Teatro en travestì (2007), documentario
- Giorgio Strehler o la passione teatrale (2007), documentario
- Giuseppe Sinopoli e i tre cuori dell'uomo (2008), documentario
- Teatro Franco Parenti – Un cantiere per la città (2008), documentario
- Il teatro in Italia raccontato da Giorgio Albertazzi e Dario Fo (2008), programma (II serie, 6 puntate)
- Per te si va nella città dolente (2009), documentario con Giorgio Albertazzi che interpreta Dante tra le rovine dell'Aquila
- Sarà una bella società di Edmondo Berselli e Shel Shapiro con Shel Shapiro (2010), adattamento
- Diretta Serata di apertura del Prix Italia con l'Orchestra Sinfonica Nazionale della Rai (2010)
- Diretta dal Teatro alla Scala per Valchiria (2010)
- Diretta dal Teatro alla Scala per Pagliacci e Cavalleria Rusticana (2011)
- Diretta dal Teatro alla Scala per Il Flauto Magico (2011)
- Figaro il barbiere con Elio e Roberto Fabbriciani, adattamento (2011)
- Introduzione a Nero Wolf con Paolo Ferrari, documentario (2011)
- Diretta dall'Auditorium Toscanini di Torino della Serata di apertura del Prix Italia con l'Orchestra Sinfonica Nazionale della Rai (2011)
- Diretta dal Teatro Carlo Felice di Genova Il Flauto Magico (2011)
- Diretta dal Teatro alla Scala per Raymonda (2011)
- Diretta dal Teatro alla Scala per Don Giovanni (2011)
- Diretta dall'Opera di Firenze Serata di Gala per l'Inaugurazione del nuovo Teatro Lirico (2011)
- Rassegna della canzone d'autore: Luigi Tenco, 3 puntate, (2012)
- Diretta dall'Auditorium Toscanini di Torino per La musica per il cinema da Leone a Tornatore, concerto di Ennio Morricone (2012)
- Diretta dall'Auditorium di Milano per Tragos, concerto in memoria di Giovanni Falcone e Paolo Borsellino, Orchestra Verdi di Milano (2012)
- Diretta dal Teatro alla Scala per L'altra metà del cielo (2012)
- Diretta dal Teatro alla Scala per Peter Grimes (2012)
- Diretta dal Teatro Regio di Torino Un ballo in maschera (2012)
- Diretta Serata di apertura del Prix Italia con l'Orchestra Sinfonica Nazionale della Rai (2012)
- Diretta dal Teatro alla Scala per Sigfiried (2012)
- Diretta dal Teatro alla Scala per Lohengrin (2012)
- Diretta dall'Auditorium Toscanini di Torino per Verdi e il potere, con Remo Girone e con l'Orchestra Sinfonica Nazionale della Rai (2013)
- Diretta dal Teatro alla Scala per Nabucco (2013)
- Diretta dal Teatro alla Scala per Notre Dame de Paris (2013)
- Diretta dall'Auditorium Parco della Musica di Roma per il concerto dell'Orchestra dell'Accademia Nazionale di Santa Cecilia diretta da Yuri Temirkanov (2013)
- Sim Sala Music con Raul Cremona e i Good Fellas (2013)
- Diretta dall'Auditorium Toscanini di Torino per Allegro ma non troppo con Arturo Brachetti e con l'Orchestra Sinfonica Nazionale della Rai (2013)
- Diretta dall'Auditorium Parco della Musica di Roma per il concerto dell'Orchestra dell'Accademia Nazionale di Santa Cecilia diretta da Gustav Dudamel (2013)
- Diretta dal Teatro alla Scala per L'anello dei Nibelunghi (2013)
- Diretta Serata di apertura del Prix Italia con l'Orchestra Sinfonica Nazionale della Rai (2013)
- Diretta dal Teatro alla Scala per Il crepuscolo degli Dei (2013)
- Diretta dal Teatro alla Scala per Nabucco (2013)
- Diretta dal Teatro alla Scala per Notre Dame de Paris (2013)
- Diretta Serata di apertura del Prix Italia (2013)
- Le opinioni di un clown (2013), documentario per i 60 anni di Roberto Benigni, con Andreina Di Porto
- Diretta dal Teatro alla Scala per Traviata (2013)
- Diretta dall'Auditorium Parco della Musica di Roma del Concerto per il Giorno della Memoria I violini della speranza (2014)
- Roma: la nuova drammaturgia(2014), documentario con Graziano Graziani (4 puntate)
- La nuova scena napoletana (2014), documentario con Angelo Curti (2 puntate)
- Diretta dall'Auditorium Toscanini di Torino del Concerto dell'Orchestra Sinfonica Nazionale della Rai “Sigle storiche Rai” (2014)
- Diretta dall'Auditorium Toscanini di Torino del Concerto di Lang Lang Viaggio in Italia I (2014)
- Diretta dal Lingotto di Torino della Serata di Apertura del salone del Libro con il Coro delle Voci Bianche della Cappella Sistina (2014)
- Diretta dal Teatro Regio di Torino del Concerto dei Cento Violoncelli “Nove Novembre” (2014)
- Diretta dall'Auditorium Parco della Musica di Roma del Concerto di Lang Lang Viaggio in Italia II (2014)
- Diretta dal Teatro alla Scala per Fidelio (2014)
- Diretta dal Museo del Violino di Cremona del Concerto Stradivari (2014)
- Diretta dall'Auditorium Parco della Musica di Roma del Concerto per il Giorno della Memoria (2015)
- Diretta dall'Opera di Firenze del Concerto di Lang Lang Viaggio in Italia III (2015)
- Riccardo Chailly racconta Turandot (2015)
- Diretta dal Teatro alla Scala per Turandot (2015)
- Diretta dal Teatro degli Arcimboldi di Milano del Concerto di Lang Lang Viaggio in Italia IV (2015)
- Diretta da Piazza Duomo con la Filarmonica del Teatro alla Scala per Concerto per Milano (2015)
- Diretta da Sarajevo del Concerto per la Pace con la Filarmonica della Scala (2015)
- Diretta dall'Aeroporto di Malpensa per Elisir d'Amore con Orchestra e Coro del Teatro alla Scala (2015)
- Diretta dal Conservatorio di Mosca del Concerto dell'Orchestra Sinfonica Nazionale della Rai (2015)
- Diretta dall'Auditorium Parco della Musica di Roma dell'Apertura della Stagione dell'Orchestra di Santa Cecilia (2015)
- Diretta dal Teatro alla Scala per Gala des Étoiles (2015)
- Riccardo Chailly racconta Giovanna d'Arco (2015)
- Diretta dal Teatro alla Scala per Giovanna d'Arco (2015)
- Oriente Occidente. Corpi, ritmi, danze, documentario (2015)
- A Loan, con Irene Russolillo, documentario (2015)
- Post-Produzione, con Andrea Gallo Rosso, documentario (2015)
- Diretta dal Teatro Comunale di Bologna per Attila (2016)
- Diretta dall'Auditorium Parco della Musica di Roma del Concerto per il Giorno della Memoria  Toscanini, il coraggio della musica (2016)
- Diretta dal Teatro dell'Opera di Roma per Il barbiere di Siviglia (2016)
- Diretta dal Teatro Regio di Torino per La Donna serpente (2016)
- Diretta dall'Opera di Firenze per L'italiana in Algeri (2016)
- Diretta dal Teatro alla Scala per Il giardino degli amanti (2016)
- Diretta dall'Auditorium Toscanini di Torino della Serata di Apertura del Salone del Libro con l'Orchestra Sinfonica Nazionale della Rai (2016)
- Diretta dal Teatro Cilea di Reggio Calabria del Concerto dell'Orchestra Sinfonica Nazionale della Rai (2016)
- Riccardo Chailly racconta Fanciulla del West (2016)
- Diretta dal Teatro La Fenice per La Favorite (2016)
- Opera domani. La musica in gioco (2016)
- Diretta da Piazza Duomo con la Filarmonica del Teatro alla Scala per Concerto per Milano (2016)
- Diretta dal Teatro Nuovo di Spoleto per Le Nozze di Figaro (2016)
- Pinocchio (mal)visto dal gatto e dalla volpe di e con Andrea Camilleri e Ugo Gregoretti (2016)
- Kamp - Anatomia di uno sterminio con Compagnia Teatrale Hotel Modern (2017)
- Arlecchino segreto con Ferruccio Soleri, in occasione dei 70 anni del Piccolo Teatro (2017)
- Un attore in cerca d'autore. Sulle tracce di Pirandello con Fabrizio Falco (2017)
- Sanghenapule di e con Roberto Saviano e Mimmo Borrelli (2017)
- Rai-Scala. Il futuro della tradizione (2018)
- L'Aquila 3:32. La generazione dimenticata con Simona Ercolani (2019)

## Pubblicazioni

### Testi
- Il villaggio operaio di Crespi d'Adda – a cura di Edo Bricchetti, testo e fotografie di Felice Cappa, Comune di Cologno Monzese, in collaborazione con la Provincia di Milano, Biblioteca Civica, (1983)
- La Biennal - Catalogo de La I Biennal Produccions Culturals Juvenils de l'Europa Mediterrania, mostra fotografica di Felice Cappa, Anjuntament de Barcelona, (1985), Spagna
- B'Biennal - Catalogo de La II Biennale dei Giovani Creativi dell'Europa del Mediterraneo, mostra fotografica di Felice Cappa, Ministero della Cultura-Municipalità di Salonicco, (1986), Grecia
- Guida alle 100 attrici più famose del Teatro Italiano testi e cura di Felice Cappa, Cooperativa di Spettacoli a Milano, (1991)
- Le straordinarie avventure di Pentothal - di Andrea Pazienza (1977), edizione critica e cura di Felice Cappa, prefazione Oreste Del Buono, supervisione artistica Marina Comandini Pazienza, Baldini&Castoldi, Milano, 1997, ISBN 88-8089-340-8
- Dizionario dello spettacolo del '900 - a cura di Felice Cappa e Piero Gelli, Baldini&Castoldi, Milano, 1998, ISBN 88-8089-295-9
- Zanardi - di Andrea Pazienza (1983), edizione critica, prefazione e cura di Felice Cappa, supervisione artistica Marina Comandini Pazienza, Baldini&Castoldi, Milano, 1998, ISBN 88-8089-385-8
- Pertini - di Andrea Pazienza (1983), edizione critica, prefazione e cura di Felice Cappa, Baldini&Castoldi, Milano, 1998, ISBN 88-8089-486-2
- Gli ultimi giorni di Pompeo - di Andrea Pazienza (1984), edizione critica e cura di Felice Cappa, supervisione artistica Marina Comandini Pazienza, Baldini&Castoldi, Milano, 2000, ISBN 88-8089-384-X
- Lo spettacolo in Tv ovvero la Tv è meglio farla che vederla - AAVV, autore di uno dei contributi, a cura di Luca Matera, prefazione di Aldo Grasso, Dino Audino, Milano, 2000, ISBN 978-88-8635-019-8
- Satira 1978-1988 - di Andrea Pazienza, edizione critica e cura di Felice Cappa, prefazione di Michele Serra, Baldini&Castoldi, Milano, 2001, ISBN 88-8089-983-X
- L'attore solista nel teatro italiano - AAVV, autore di uno dei contributi, a cura di Nicola Pasqualicchio, Bulzoni Editore, Roma, 2006, ISBN 9788878701335
- Paralleli. II Biennale Internazionale d'arte contemporanea di Sabbioneta - video installazione di Felice Cappa, a cura di Stefania Provinciali, Sala Advertising, Parma, (2010), ISBN 9788878701335
- Terra promessa. Briganti e migranti - di Marco Baliani, Felice Cappa, Maria Maglietta, Calice Editori, Rionero in Vulture, (2011), ISBN 9788884581181
- Dario Fo. La pittura di un narratore - Catalogo della mostra a cura di Marco Briscione e Nicoletta Ossanna Cavadini, autore del saggio La pittura che danza, Mazzotta, Milano, 2011, ISBN 978-88-202-1979-6
- Dario Fo a Milano. Lazzi sberleffi dipinti - Catalogo della mostra a cura di Felice Cappa, Mazzotta Editore, Milano, 2012, ISBN 9788820219857
- Franziskus steht Kopf - di Marco Baliani, Felice Cappa, Deutsche Erstausgabe, Verlag Sankt Michaelsbund, Munchen, (2016), ISBN 978-3-943135-73-2

### Testi con video
- Francesco a testa in giù - di Marco Baliani e Felice Cappa, contiene video dello spettacolo, Garzanti, Milano, (2000), ISBN 9788811668596
- Dario Fo. Lezioni di teatro - a cura di Franca Rame e Felice Cappa, contiene Manuale minimo dell'attore e lezioni al Teatro Argentina (1984), Einaudi, Milano, (2001), ISBN 9788806153793
- Gigi Proietti Show - testo a cura di Rita Sala e un video a cura di Felice Cappa, Einaudi, Milano, (2007), ISBN 9788806189433
- Anna Politkovskaja - testo di Stefano Massini, film Il sangue e la neve regia di Felice Cappa, con Ottavia Piccolo, PromoMusic Corvino Meda Editore-Rai Trade, Bologna, (2009), ISBN 978-88-902950-8-9
- Vergine Madre – testo di Lucilla Giagnoni e video di Felice Cappa, Interlinea, Novara, (2009), ISBN 978-88-8212-683-4
- Binario21 - di Moni Ovadia e Felice Cappa dal poema Il canto del popolo ebraico massacrato di Yitzhak Katzenelson, libro e film, PromoMusic Corvino Meda Editore-Rai Trade, Bologna, (2010), ISBN 978-88-902950-9-6
- Un sasso nello stagno. Storia e storie di Gianni Rodari - film-documentario di Felice Cappa, con Giovanni Antonio Cappa, Fondazione Aida-Rai Trade, Verona, (2010)
- H2Oro - di Ercole Ongaro e Fabrizio De Giovanni, regia di Felice Cappa, con Fabrizio De Giovanni, EMI-Itineraria Teatro, Bologna, (2011), ISBN 978-88-307-2009-1
- Raccontare Chopin - di Corrado Augias, Giuseppe Modugno, contiene Soirée Chopin, videoteatro, regia di Felice Cappa, PromoMusic Corvino Meda Editore-Rai Trade, Bologna, (2011), ISBN 9788896809051
- Dio è nero - di Dario Fo, a cura di Felice Cappa, contiene video, Raffaello Cortina Editore, Milano, (2011), ISBN 88-6030-435-0
- Gianni Rodari. Un sasso nello stagno - film-documentario di Felice Cappa, con Giovanni Antonio Cappa, con un testo di Roberto Denti e Felice Cappa, Salani, Milano, (2012), ISBN 978-88-6256-717-6

## Premi e riconoscimenti
- 1998: Trasmissione dell'anno al Premio TV-Premio regia televisiva per Il racconto del Vajont
- 2006: Premio programma musicale al The Golden Umbrella Festival. XII Media Events - Bulgaria per Speciale Paolo Conte
- 2007: Premio Premio Persefone per la regia di Vergine Madre
- 2009: Premio speciale della Giuria al LIX Prix Italia per Binario 21[10]
- 2009: Premio regia al XII FamaFest - Portogallo per Binario 21
- 2010: nomination al Fipa Tel - Biarritz per Binario 21
- 2013: Premio Persefone – Premio del Decennale per il Teatro in Televisione
- 2014: Premio Radicondoli Teatro e Musica 2014
- 2015: short list al Prix Italia 2015 – Esercizi di Primavera
- 2019: short list Prix Italia 2019 – Rai-Scala. Il futuro della tradizione